# Liste des sites Ramsar en république démocratique du Congo
Cet article recense les zones humides de république démocratique du Congo concernées par la convention de Ramsar.

## Statistiques
La convention de Ramsar est entrée en vigueur en république démocratique du Congo le 18 mai 1996.
En janvier 2020, le pays compte quatre sites Ramsar, couvrant une superficie de 119 066,17 km2.

## Liste
| Site                       | Province                                  | Notes                           | Date            | Superficie (km²) | Altitude (m) | Identifiant Ramsar | Identifiant WDPA | Coordonnées                      | Photo |
| -------------------------- | ----------------------------------------- | ------------------------------- | --------------- | ---------------- | ------------ | ------------------ | ---------------- | -------------------------------- | ----- |
| Parc national des Virunga  | Nord-Kivu                                 |                                 | 18 janvier 1996 | 8 000,00         | 700 - 907    | 787                | 478291           | 1° 15′ sud, 29° 30′ est          |       |
| Parc marin des Mangroves   | Kongo central                             |                                 | 18 janvier 1996 | 660,00           | 0 - 110      | 788                | 166888           | 5° 45′ sud, 12° 45′ est          |       |
| Tumba-Ngiri-Maindombe (en) | Équateur, Mai-Ndombe, Sud-Ubangi, Mongala | Plus grand site Ramsar au monde | 24 juillet 2008 | 65 696,24        | 290 - 430    | 1784               | 478028           | 0° 39′ 29″ nord, 18° 00′ 50″ est |       |
| Bassin de la Lufira        | Haut-Katanga, Haut-Lomami, Lualaba        |                                 | 31 octobre 2017 | 44 709,9324      | 517 - 1 910  | 2318               | 555625801        | 9° 20′ 56″ sud, 26° 54′ 50″ est  |       |